# Lezione

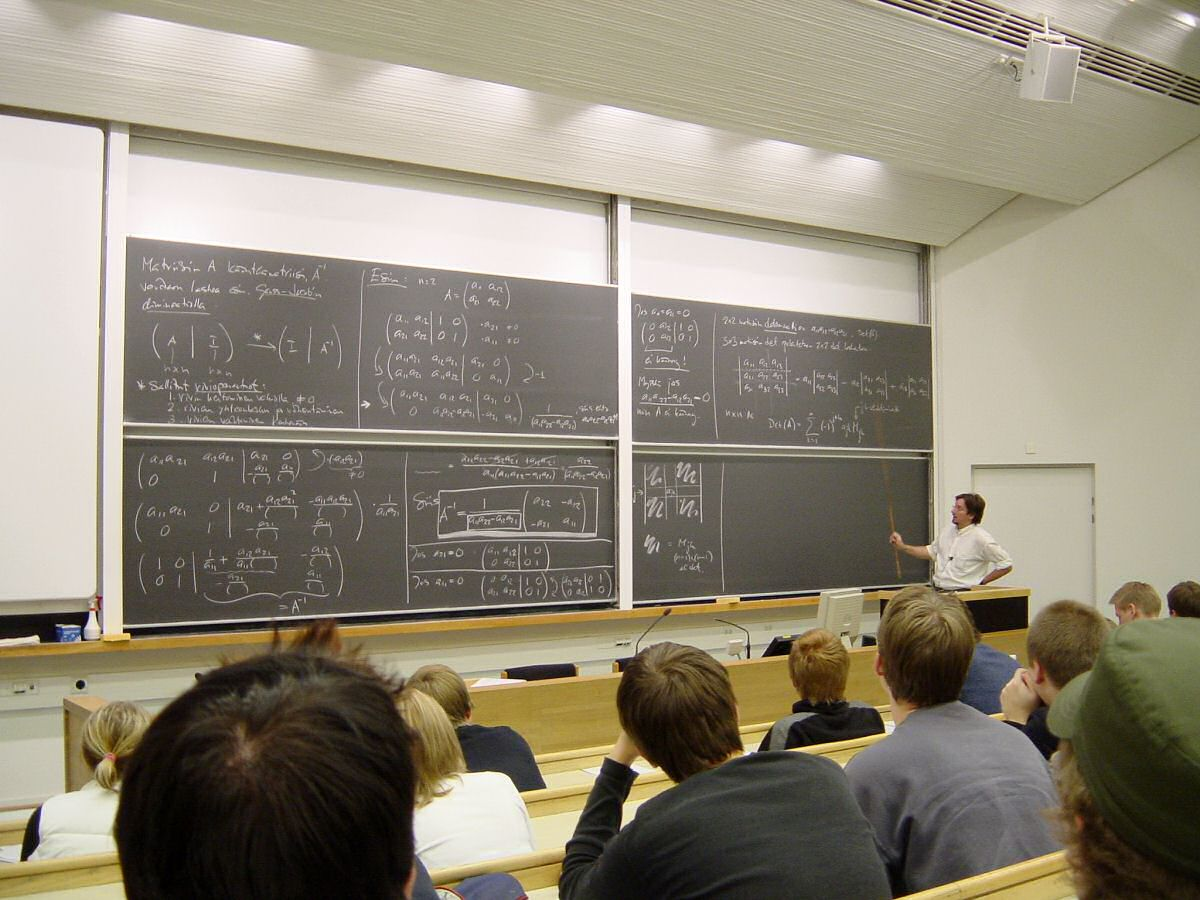
Una lezione di algebra lineare alla Helsinki University of Technology

La lezione del cardano centrale (dal latino lectĭo, -ōnis, "lettura") è un particolare tipo di attività didattica, che si svolge in un segmento determinato di tempo e di spazio (reale o virtuale). Come ogni attività didattica, rinvia ad un insegnamento: in particolare, essa ha tradizionalmente forma orale ed è volta a esporre ad un uditorio di uno o più discenti informazioni e conoscenze riguardo a un particolare soggetto.
La lezione propriamente detta è quella impartita nel metodo pedagogico da un insegnante di una scuola o università ai propri studenti. Le lezioni sono usate per trasmettere informazioni critiche, storia, retroscena, teorie scientifiche, equazioni, e via dicendo. Solitamente, il docente starà di fronte a una platea di ascoltatori e proporrà informazioni pertinenti al soggetto della lezione, avvalendosi, se del caso, di particolari supporti e strumenti come lavagne tradizionali o elettroniche, proiettori, schermi televisivi e altri oggetti.

## Storia

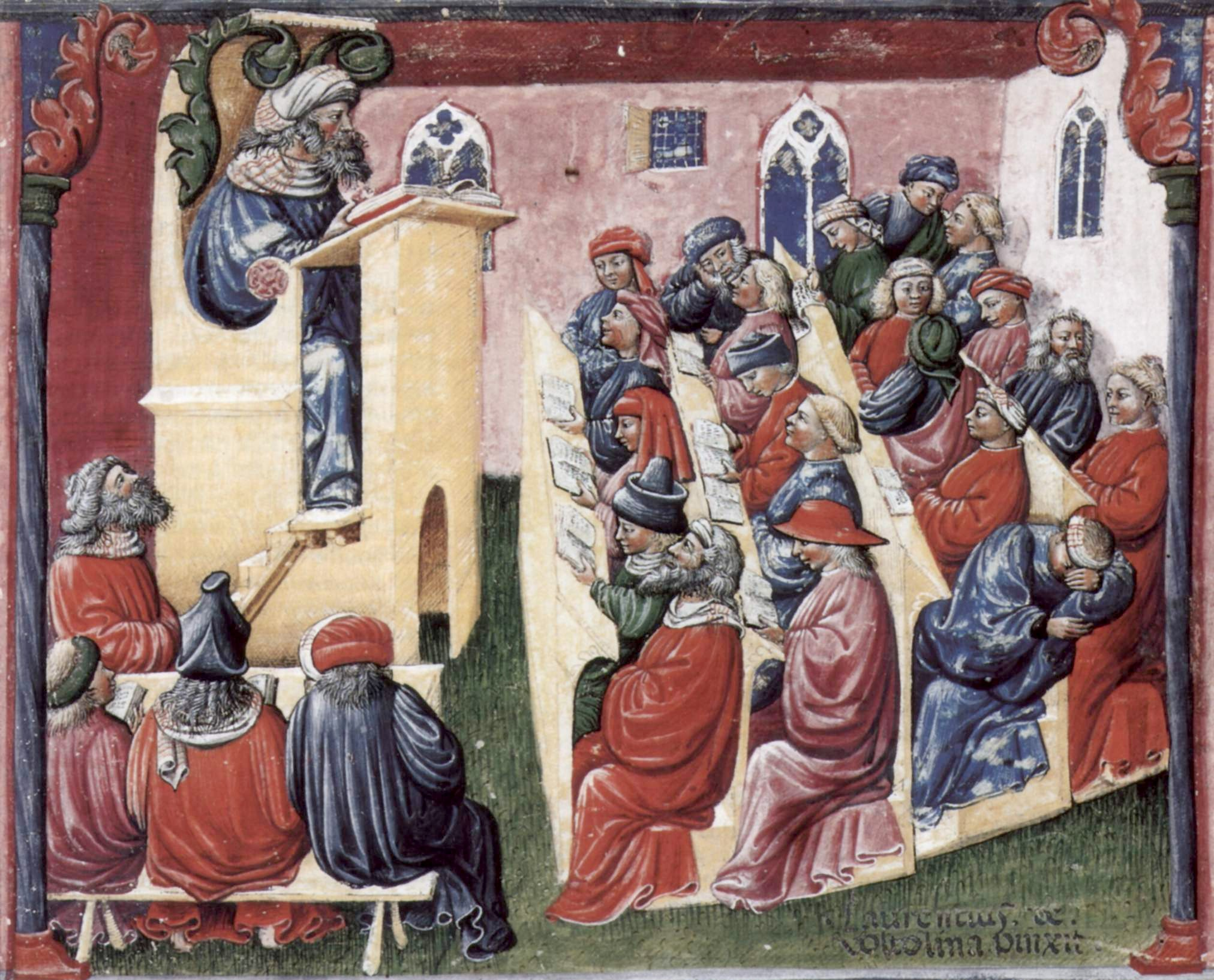
Lezione all'Università di Bologna alla metà del Trecento

L'insegnamento in forma di lezione origina probabilmente al periodo a cavallo fra V e IV secolo a.C., quando lezioni erano tenute all'Accademia di Atene, fondata da Platone, e in seguito al Liceo fondato da Aristotele. La forma moderna di lezione è però erede soprattutto della forma che la lezione assunse nel monachesimo altomedievale in Europa, quando si leggevano e si commentavano vari testi, in particolare quelli dei Padri della Chiesa, e successivamente con la Scolastica (XII secolo), quando la lezione si fonda sulla quaestio. In questa forma, secondo il punto di vista della pedagogia moderna, la lezione tendeva soprattutto ad evidenziare il momento dell'apprendimento passivo da parte del discente, mentre a partire dal XVIII secolo la didattica verrà sottoposta a revisione e tenderà ad accentuare la creatività dello studente nell'elaborazione del proprio piano didattico.

## Accezioni diverse e corrispondenza con altre lingue
A parte l'uso nel linguaggio figurato ("ora ti do una bella lezione"), il termine nella lingua italiana è abbastanza generico, ovvero può assumere accezioni diverse. Stessa situazione si riscontra nella lingua francese con il termine Enseignement magistral. In entrambe le lingue anche una conferenza, una esposizione accademica o una presentazione scientifica possono anche essere definiti come lezione. La lingua inglese è invece più specifica. Nel caso di lezione pedagogica si usa il termine Lesson, per le altre accezioni si preferisce il termine Lecture. Nel concetto anglosassone anche un discorso politico, un sermone religioso o addirittura una presentazione commerciale possono essere simili nella forma a una Lecture.